# Río Cuchi (Angola)
El río Cuchi es un curso de agua de Angola, que en parte se encuentra presente en el desierto de Kalahari.
En este río hay un puente de madera con capacidad de 20 toneladas en la municipalidad de Chitembo, en la provincia de Bié. Este ha restablecido la conexión entre lugares como Malengue y Jamba Yanganjo.